# Рекалова
Река́лова (також Рікалова) — річка в Україні, права притока Базавлука, притоки Дніпра (басейн Чорного моря). Довжина 14 км. Площа водозбірного басейну 130 км². Похил річки 4,2 м/км. Долина трапецієподібна. 
Живиться за рахунок атмосферних опадів. Льодостав нестійкий (з грудня до початку березня). Використовується на сільськогосподарські потреби. Споруджено ставки. 
Бере початок на півночі від села Червоний Орлик та на північному сході від селища Милорадівка. Перші 9-10 кілометрів тече із південного заходу на північний схід, згодом за Скелюваткою повертає на південний захід. Тече територією Криничанського району Дніпропетровської області, через села Новомилорадівка, Покровка, Скелюватка, Потоки, Надія. Впадає до Базавлука в селі Болтишка.